# Cave of the Scribing
 Die Cave of the Scribing (irisch Pluais na Scríob, deutsch „Höhle der Ritzungen“) liegt am Südosthang der Cummeenbaun Mountains, im Glanrastel River Valley im Townland Glanrastel (auch Glantrastal, irisch Gleann Rastail), östlich von Lauragh auf der Mizen-Halbinsel im County Kerry, nahe der Grenze zum County Cork in Irland.
Eine große Sandsteinplatte (etwa  8,0 × 5,0 × 1,0 m) lehnt schräg gegen einen großen, kubusförmigen Felsblock (etwa 12,0 × 4,0 × 3,0 m). Der Spalt zwischen ihnen bildet eine Höhle, die im Osten und Westen offen ist. Die relativ glatte vertikale Fläche des Felsblocks ist mit Clustern gerader Linien überzogen, die sich von 0,3 bis 2,2 m über dem Boden erstrecken und eine Fläche von 5,8 × 1,9 m (11 m²) bedecken. Die meisten Linien verlaufen vertikal und werden häufig durch horizontale oder diagonale Linien gruppiert. Die Petroglyphen sind zahlreich, scheinen mit V-förmigen Werkzeugen etwa 1–4 mm tief eingekerbt worden zu sein und haben in Irland keine Parallelen.
Einige haben künstlerische Elemente, aber die Mehrheit sind einfache, aber sehr ordentlich ausgeführte Linienbündel. Die Bedeutung ist unklar, aber es gibt Belege für ein großes Alter.